# Syrio Libanez AC
Syrio Libanez AC was een Braziliaanse voetbalclub uit Rio de Janeiro.

## Geschiedenis
De club werd in 1921 opgericht als Syrio AC en veranderde later de naam naar Syrio Libanez. In 1925 nam de club voor het eerst deel aan het Campeonato Carioca. Met uitzondering van seizoen 1927 speelde de club hier tot 1930 en eindigde steevast in de lagere middenmmoot. In de jaren dertig werd de club opgeheven.